# 胡桃 (原神)
胡桃（フータオ、Hu Tao）は、miHoYoによって開発されたコンピュータゲーム『原神』に登場する架空の人物であり、2021年3月2日に更新された『原神』のバージョン1.3「明霄、海に昇りて」で正式に公開されたキャラクター。胡桃は、ゲームに登場する架空の国璃月の葬儀屋「往生堂」の第77代堂主である。胡桃の声優は日本語版は高橋李依、中国語版は陶典、朝鮮語版はキム・ハル（김하루）、英語版はブリアナ・ニッカーボッカー（Brianna Knickerbocker）が担当している。

## 開発
バージョン1.3のリリースから1か月後の2021年2月末までに、miHoYoは胡桃とそのストーリー「彼岸蝶の章」がバージョン 1.3の第2弾でリリースされることを発表した。このストーリーは、第一章第二幕の「久遠の体との別れ」をクリアしなければ見ることができない。2月27日、miHoYoはキャラクタープレビュー動画を公開し、胡桃が璃月の葬儀屋「往生堂」の堂主であり、幽霊を見る力を持ち、ゲームの別のキャラクターである鍾離の知り合いであることを明らかにした。3月1日に公開されたデモンストレーション動画では、胡桃のスキルとプレイした様子が紹介されており、それらの動画では胡桃は人をからかうことが好きな性格であることが示された。
胡桃の中国語版の声は陶典が担当している。陶典は、胡桃が「奇抜」で「不気味で可愛い」女の子であると考えた。キャラクターをよく理解した後、彼女は胡桃が成熟していて内面的に強いことに気付いた。子供のように無邪気で快活な彼女は、よく生と死について冗談を言うが、実際には生と死を直視して尊重している。日本語版の声は高橋李依が、英語版の声はブリアナ・ニッカーボッカーが担当している。高橋李依は、収録現場のスタッフからは「少し奇妙に演じるよう」注文を受けたが、キャラクターの情報を受け取った時、その設定の細かさに驚き、胡桃が機知に富んだキャラクターであることを理解した。

## 作中表現

### 設定
胡桃は璃月港の「往生堂」の77代目堂主で、葬儀屋を営んでおり、平日は仕事を休んで徘徊することが多く、快活で活発な一面もあり、仕事では真面目な一面もある。同時に、胡桃は地元の「著名な」詩人でもあり、頻繁に外出して詩の題材を集め、「路地裏に潜む漆黒の詩人」を称している。

### 性能
『原神』がバージョン1.3にアップデートされた後、プレイヤーはゲーム内で祈願することで胡桃をパーティに加えることができる。レアリティは最上位である★5である。胡桃はゲーム内で攻撃性能の高いキャラクターとして位置付けられており、敵に大きなダメージを与えることができる。胡桃の戦闘の特徴は、HPを消費して炎元素を武器に追加し、攻撃力を増加させることである。元素爆発は範囲攻撃であり、HPが半分以下の場合は、元素爆発によって自身のダメージを一定量回復させることができる。
設定では胡桃は槍を使用する炎元素のキャラクターである。彼女のスキルは、与えるダメージ量を増加させるためにヒットポイントを消費する必要がある。 このユニークな戦闘方法では、プレイヤーはキャラクターのヒットポイントを制御し、手持ちの他のキャラクターと連携させる必要がある。

## 反響と評価
胡桃は、その過去や設定からプレイヤーに人気があり、ファンは多くの胡桃の二次創作作品を制作している。胡桃はpixivに投稿されたイラストの投稿数として『原神』のキャラクター内で上位であり、コスプレの題材にもなっている。オープンワールドゲーム『Tower of Fantasy（幻塔）』では、胡桃をモデルとしたアバターのプリセットが作成され、最も人気なアバターとなった。胡桃のキャラクターティーザー動画は、YouTubeで公開されてから7時間足らずで100万回再生された。2022年1月にRedditで実施された調査では、胡桃は男性プレイヤーから最も人気のあるキャラクターであり、サブレディットのメンバー数も『原神』のキャラクターで胡桃が最多となっている。ねとらぼが実施した人気投票では、胡桃は8.7％の得票率を獲得し、2位となった。2021年3月、胡桃が実装された日に、『原神』は7つの地域でiOSゲーム売り上げランキングの1位になり、41の地域でトップ10になった。同年11月、胡桃が再度の祈願に登場すると、再び大勢のプレイヤーがゲームに参加するようになり、miHoYo最大のサーバ「天空島」が「パンク」する事態に発展し、この日は『原神』のパブリックβ版以来、初めてログインプレイヤー過多によるログイン待ち状態となった。その日、『原神』は 31の地域でiOSゲーム売り上げランキングの1位になり、中国、香港、台湾、アメリカ合衆国、日本、韓国で初めて同時に『原神』が1位になった。
Kotakuのシシ・チアンは、胡桃が『原神』の最強キャラクターであると考えている。ハイリスク、ハイリターンのゲームプレイにより、胡桃は非常に高い攻撃力を持つ。これは、バージョン2.2以前で与えるダメージ量として最高である可能性がある。遊戲日報は、制作チームがキャラクターを設計する際に非常に細やかだったと考えている。キャラクターの「命ノ星座」の名前は、葬儀業界の仕事に関連している。制作チームはプレイヤーのキャラクターへの高い期待に応え、伝統的な祭日にキャラクターを発表する悪影響を避けるために、小正月に予定されていた胡桃の公開を延期し、中国の暦で「祭儀・葬式・葬送」に関連し、キャラクターの性質に沿っている3月2日を公開日とした。その日は1日のみの売り上げとして1300万ドル(約14億円)を記録した。胡桃の人気の高さについて、游戏葡萄の編集者である九莲宝灯は、「胡桃に対するプレイヤーの愛は、その設定から来ている」「若いユーザーが憧れるキャラクターとライフスタイルによって、プレイヤーが自分の本当の気持ちを彼女に注ぎ込み、彼女のために消費することを厭わないのは理に適っている」と述べている。IGNは胡桃を「『原神』で最も人気のあるキャラクターの一人」と呼んでいる。
胡桃の実装はmiHoYoに多くの経済的利益をもたらした。Sensor TowerのApp StoreとGoogle Playでのプレイヤーの支払い記録に関する統計によると、miHoYoは胡桃の実装によって1,290万ドルの収益を得た。

## コラボレーション
2022年5月23日、胡桃はバンダイが発売するカード付ウエハースとタイアップした。
2022年8月9日、OnePlusは、胡桃をモチーフとしたスマートフォンを発売することを発表した。